# Tomasz Andrzej Łubieński
Pour les articles homonymes, voir Łubieński.

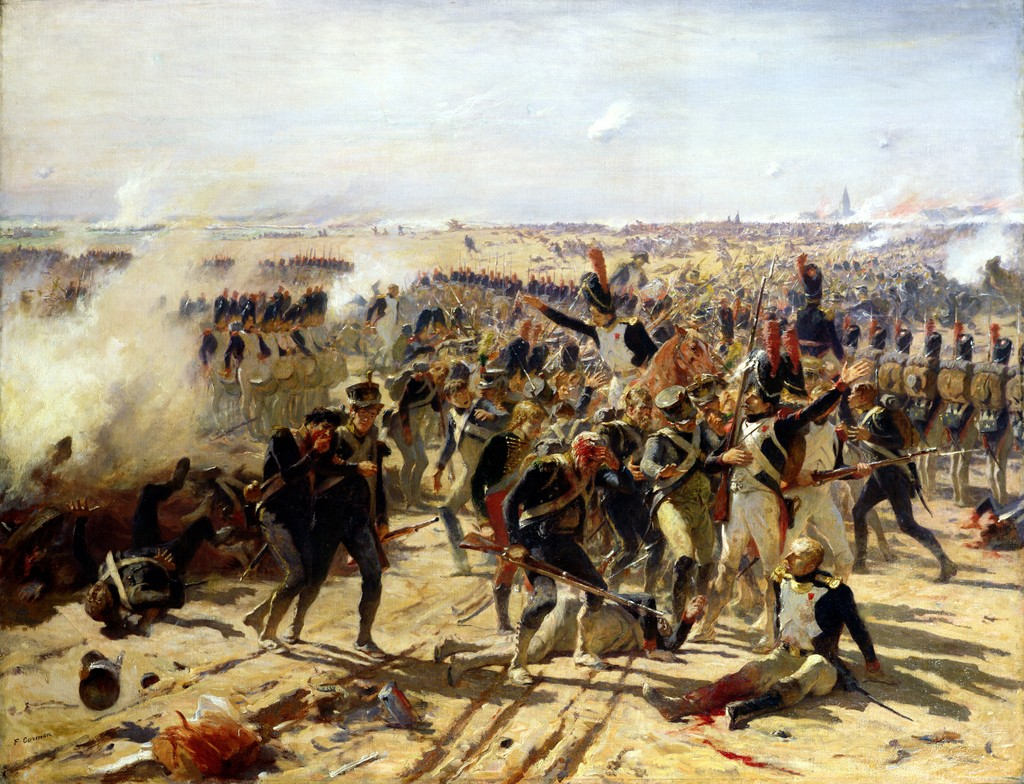
Bataille d'Essling

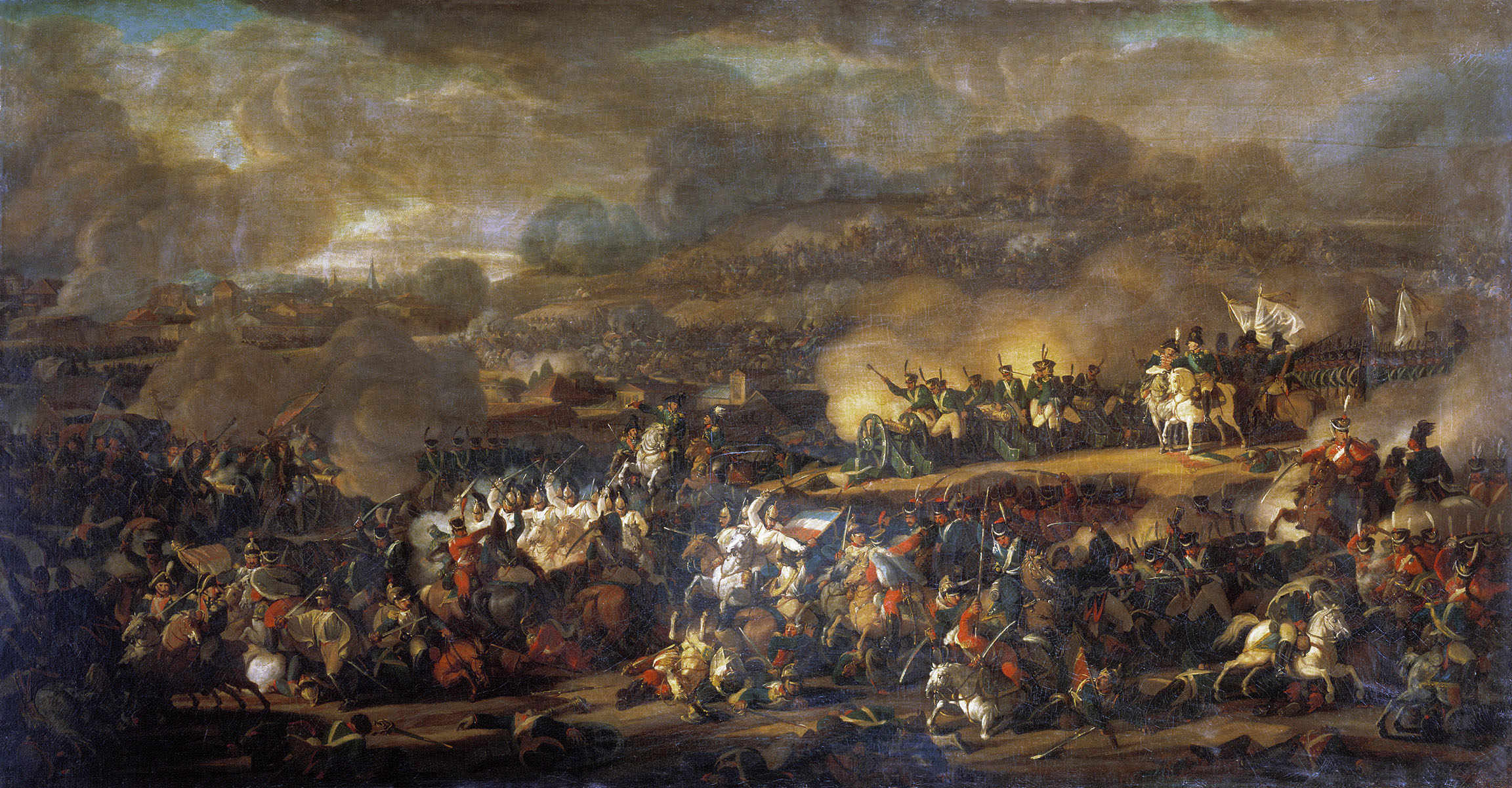
Bataille de Leipzig

Tomasz Andrzej Adam Łubieński comte de Pomian, né le 24 novembre 1784 à Szczytniki près de Kalisz (Pologne) et mort le 27 août 1870 à Varsovie, est un propriétaire terrien, officier, homme politique et homme d'affaires polonais. 
À l'époque du duché de Varsovie, il prend part à plusieurs batailles de la Grande Armée : Essling et Wagram (1809), la Bérézina (1812), Dresde, Leipzig et  Hanau (1813) ; il est fait baron de l'Empire par Napoléon et parvient au grade de général de brigade. 
Il se lance ensuite dans les affaires dans le cadre du royaume de Pologne sous tutelle de son père ; en 1830-1831, il participe à l'insurrection du royaume contre Nicolas 1er, mais après la défaite, est amnistié et joue un rôle important dans le développement industriel du pays.

## Biographie

### Origine et débuts
Issu d'une famille noble, il est le fils du juriste et ministre, Feliks Łubieński et de Tekla Teresa Bielińska, poète et auteur de drames historiques. Ils ont eu dix enfants : Franciszek (François), Tomasz (Thomas), Piotr (Pierre), Jan (Jean), Henryk (Henri), Tadeusz (Thaddée), Józef (Joseph), Marie, Paulina, Róża (Rose).
Il naît quelques années après que l'État polonais, la république des Deux Nations, a subi son premier partage (1772). À six ans, il entre à l'« Académie du Corps des cadets de sa Majesté et de la république de Pologne », une école militaire où il reçoit pendant les deux premières années un enseignement de langues étrangères, d’artillerie et d’escrime ; il obtient là sa première promotion comme « Porte-étendard » (Chorąży ). Les trois années suivantes, il complète sa formation dans le domaine de la construction militaire, et les deux dernières années sont consacrées à l'ingénierie.
En 1793, a lieu le second partage de la Pologne ; le troisième en 1795, met fin à l'État polonais ; Varsovie devient le chef-lieu de la province prussienne de Prusse-Méridionale. 
En 1801, Tomasz reçoit à Vienne une éducation dans les domaines de la musique, du dessin, de la danse et de l'équitation ; puis il se rend à Varsovie pour travailler dans l'entreprise commerciale fondée par son oncle Antoni Protazy Potocki ; à cette époque, il fait la connaissance de Wincenty Krasiński (1782-1858), militant patriotique, créateur de la Société des amis de la patrie.
Le 12 décembre 1805, il épouse Konstancja Ossolińska (1783-1868), qui lui apporte une dot conséquente sous forme de biens fonciers, notamment autour de la ville de Chełm (Voïvodie de Lublin). De ce mariage, naitra une fille, Adela et un fils : Napoleon Leon Łubieński .

### Le duché de Varsovie et les campagnes napoléoniennes
En 1806, les Français entrent à Varsovie, après avoir battu la Prusse à Iéna, avec une armée qui inclut des soldats des Légions polonaises. Tomasz Łubieński entre dans la Garde polonaise d'honneur de l'Empereur. Après la bataille de Pułtusk (1806), où il est messager de l'empereur, il reçoit l'ordre national de la Légion d’honneur. 
Il est affecté avec le grade de commandant à un régiment en cours de création, le 1er régiment de chevau-légers lanciers polonais de la Garde impériale. Ce régiment, stationné au camp de Mir, a pour chef de corps le colonel Wincenty Krasiński ; les quatre commandants d'escadron sont Tomasz Łubieński, Jan Kozietulski, Ignacy Stołowski et Henryk Ignacy Kamieński.
En 1807, au traité de Tilsit, la province de Prusse-Méridionale devient le duché de Varsovie, avatar réduit de l'ancienne Pologne, dans le gouvernement duquel son père est ministre de la justice. L'armée du duché comprend 31 713 fantassins, 6 035 cavaliers et 95 canons. 
Son régiment est envoyé faire la campagne d'Espagne : il prend part à la bataille de Somosierra (1808), comme soutien lors de la phase finale de l'assaut. Une mission d'escorte le ramène à Paris en janvier 1809. Le 5 avril, il reçoit la croix d'officier de la Légion d'honneur. 
Durant la campagne de 1809 contre l'Autriche, il participe à la bataille d'Essling, 22 mai, puis la Wagram (6 juillet) ; pour récompenser son courage, Napoléon le fait baron de l'Empire avec une pension de quatre mille francs, élevée plus tard à 6 000 francs. 
En 1810, il revient un moment à Varsovie et reçoit l'ordre militaire de Virtuti Militari. En désaccord avec Wincenty Krasiński, Łubieński donne sa démission, mais celle-ci n'est pas acceptée. 
Au début de l'année 1811, il est envoyé à Sedan avec la Légion de la Vistule, Legia Nadwiślańska, une des plus grandes légions polonaises napoléoniennes ; il est promu colonel et reçoit le commandement du 8e régiment de chevau-légers lanciers. 
En mars 1812, il conduit son régiment à Berlin, Grudziądz, Wystruć, et Vilnius, alors que Napoléon rassemble la Grande Armée pour lancer son attaque contre la Russie, déclenchée en juin 1812 et qui s'achève par le désastre de la retraite de Russie. Son régiment fait partie du corps de réserve dirigé par le maréchal Nicolas Charles Oudinot. Il participe aux batailles de Filipow, Polotsk, Borissow ; au retour de Moscou, lors du passage de la Bérézina (novembre 1812), son régiment subit de grosses pertes en protégeant le passage de l'armée. Fin 1812, Lubienski est de retour à Varsovie sur le point d'être occupée par l'armée russe.
En 1813, il participe en Allemagne aux batailles de Dresde, de Kulm, de Leipzig et de Hanau. En janvier 1814, il donne de nouveau sa démission, qui ne sera acceptée qu'après l'abdication de Napoléon (avril). Il est promu général de brigade de l'armée française le 15 mars 1814.

### Le royaume de Pologne (1815-1830)
En 1815, au congrès de Vienne, le duché de Varsovie devient le royaume de Pologne, avec pour roi le tsar Alexandre 1er, qui lui octroie une constitution libérale et institue une armée polonaise, placée sous le commandement de son frère le grand-duc Constantin.
Comme d'autres officiers de Napoléon, Tomasz Łubieński s'engage dans cette armée où il reçoit le grade de major général ; il est d'abord chargé de l'établissement des services et des pensions des militaires polonais de la Grande Armée. À la fin de cette  mission, il reçoit l'ordre de Saint-Stanislas de classe II. Mais, entré en conflit avec Constantin, il démissionne en 1816 et revient à :a vie civile. 
Dans le domaine politique, il est élu à la Diète en 1820 et 1825 ; entre 1825 et 1828, il est juge de paix du district de Chełm et est nommé sénateur-castellan en 1829.
Dans le domaine économique, il participe à la fondation en 1825 de la Société du Crédit foncier, dont il est un des directeurs de 1826 à 1828. Tomasz Łubieński et ses frères, notamment Henryk, un des directeurs de la Banque de Pologne, créent en 1827 une usine à vapeur à Varsovie, puis une autre dans la région de Guzowska Ruda, aujourd'hui Żyrardów, dans la Voïvodie de Mazovie ; c'est la première usine implantée dans une zone complètement rurale. En 1830, ils créent la maison de commerce bracia Łubieńscy, « Łubieński Frères » dont Tomasz est le directeur. 

### L'insurrection  de 1830-1831

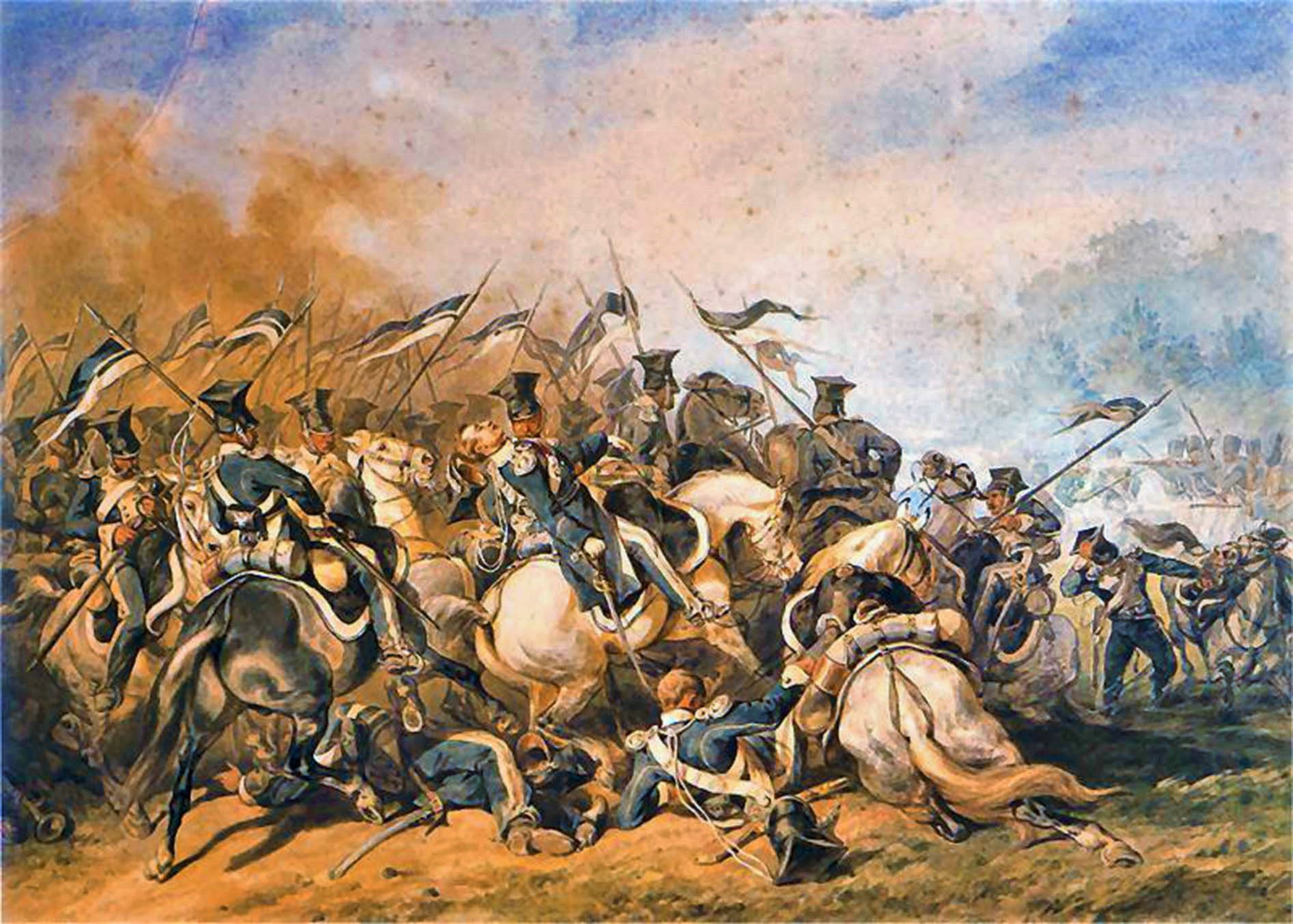
Bataille d'Ostrołęka (1831)

En 1825, Nicolas Ier succède à Alexandre comme tsar et roi de Pologne ; il se fait couronner roi de Pologne en 1829. Mais les tensions sont fortes entre les Polonais et lui, et cela s'aggrave en 1830 après les révolutions en France et en Belgique. 
Le 29 novembre 1830, un groupe d'officiers polonais se soulève, entrainant assez rapidement une grande partie de l'armée, des milieux dirigeants et du peuple. Nicolas est destitué du trône de Pologne en janvier 1831 : cela déclenche une attaque massive de l'armée russe. À ce moment le royaume est dirigé par le Gouvernement national, Rząd Narodowy dont le chef est le prince Adam Czartoryski.
Le 10 février 1831, Tomasz est nommé commandant du deuxième corps de cavalerie composé de 33 bataillons avec 16 canons. Après la première bataille de Wawer, il refuse d'engager son unité dans la bataille malgré l'ordre reçu, en raison de la supériorité qu'il juge écrasante des forces russes. Grégoire Joseph Chlopicki, général en chef, et Ignacy Prądzyński l'ont par la suite accusé de trahison et d'avoir gâché la dernière chance de victoire, qu'ils auraient eu sur les troupes russes dans la bataille Olszynka Grochowska le 25 février en refusant de se conformer à un ordre d'attaquer avec sa cavalerie. Les historiens ont justifié la désobéissance de cet ancien héros de Wagram et de la Berezina, de bonne décision qui, de toute façon, le sacrifice de sa cavalerie n'aurait pas permis de changer le cours de la bataille.
Le 1er juin, Łubieński est promu lieutenant-général et nommé chef d'état-major. Cette position comporte l'organisation de l'approvisionnement des principales villes polonaises. Le 19 août il engage une forte résistance à l'avancée russe vers la capitale, et livre bataille à Paskiewicz, successeur du maréchal Diébitch à la tête des armées russes. 
À Varsovie, chargé de ravitailler la ville, il ne cache pas la supériorité de ses adversaires. Les membres de l'Association patriotique de Varsovie, et d'autres opposants politiques, critiquent vivement Łubieński, l'accusant de contribuer à saboter le soulèvement du peuple polonais. 
Le général Łubieński, utilisera la voie diplomatique, mais le 28 septembre, il obtiendra la démission du général Maciej Rybiński comte de Wydra, accusé d'avoir négocié avec le général Paskiewicz, la capitulation de la Pologne. 
Trois jours plus tard, il retourne à Varsovie occupée par les Russes, et comme tous les autres généraux polonais, il est condamné à l'exil en Russie. Du fait de son passé glorieux et grâce à sa clairvoyance sur la situation politique de son pays, il obtient du tsar une audience qui a lieu le 24 novembre 1831 à Moscou. Autorisé à revenir à Saint-Pétersbourg, il collabore comme député pendant deux ans, veillant aux intérêts de la société "Łubieński Frères", œuvrant aussi à amoindrir les confiscations de biens de certains insurgés.

### L'homme d'affaires
En 1839, Tomasz Łubieński se rend à Londres afin d'obtenir des ressources financières pour ses entreprises. Dans les années 1840-1841, il est nommé directeur des travaux pour la construction de la voie ferrée Varsovie-Vienne, commande des chemins de fer polonais. 
Il se retire de la vie active à Varsovie, à la suite des difficultés de son frère Henryk Łubieński, accusé de fraude et condamné à quatre ans d'emprisonnement. Pour sauver son frère et surtout l'honneur de la famille, il couvre ses dettes. 
Il finit sa vie à Varsovie, étant notamment président de l'Association des marchands de Varsovie - Warszawska Resursa Kupiecka, membre de la Chambre d'agriculture et sénateur catholique-conservateur de la circonscription de Stary Sącz.

## Décorations
- Décoré de l'ordre de Saint-Stanislas de classe II.
- Décoré de l'ordre de la vertu militaire polonaise.
- En 1858, il est nommé commandeur de la Légion d'honneur et décoré de la médaille de Sainte-Hélène, créée par Napoléon III.

- Commandeur de la Légion d'honneur (1858)
- Médaille de Sainte-Hélène (1858)